# Gerry Harrison (cầu thủ bóng đá)
Gerald Randall Harrison (sinh ngày 15 tháng 4 năm 1972 tại Lambeth) là một cựu cầu thủ bóng đá người Anh từng thi đấu ở vị trí tiền vệ tại Football League cho Watford, Bristol City, Cardiff City, Hereford United, Burnley, Sunderland, Luton Town, Hull City và Halifax Town. Ông sau đó tiếp tục thi đấu bóng đá hạng nghiệp dư.